# Barwieniec czarny
Barwieniec czarny, fantom czarny (Megalamphodus megalopterus) – gatunek słodkowodnej ryby z rodziny kąsaczowatych (Characidae). Bywa hodowana w akwariach.

## Występowanie
Ameryka Południowa (Brazylia i Boliwia).

## Charakterystyka
Gatunek spokojny. Dorasta do 4,5 cm długości (3,6 cm długości standardowej).

## Dymorfizm płciowy
Samiec jest znacznie mniejszy i ma większe płetwy: grzbietową i ogonową.

## Warunki w akwarium
| Zalecane warunki w akwarium | Zalecane warunki w akwarium                                                                        |
| --------------------------- | -------------------------------------------------------------------------------------------------- |
| Zbiornik                    | średniej wielkości, gęsto obsadzony roślinnością, z kryjówkami                                     |
| Temperatura wody            | 22–26 °C                                                                                           |
| Twardość wody               | miękka do twardej, 5–20°n, regularnie odświeżana, z dobrą filtracją                                |
| Skala pH                    | 6–7,2                                                                                              |
| Pokarm                      | ryba wszystkożerna, chętnie przyjmuje pokarm żywy i mrożony (larwy owadów), również pokarmy suche. |